# Arturo Reyes-Sandoval
Arturo Reyes Sandoval (nacido en Guadalajara, Jalisco, México) es un científico y académico mexicano. El 14 de diciembre de 2020, fue designado Director General del Instituto Politécnico Nacional (IPN) por el entonces Presidente de México, Andrés Manuel López Obrador.

## Trayectoria académica

### Estudios
Comenzó su formación académica en la Escuela Nacional de Ciencias Biológicas (ENCB) del Instituto Politécnico Nacional (IPN), donde obtuvo la licenciatura en Químico Bacteriólogo Parasitólogo. Posteriormente, en la misma institución, completó una maestría en Citopatología y un doctorado en Biomedicina Molecular, ambos con Mención Honorífica.
Reyes Sandoval continuó su trayectoria académica internacional con una estancia predoctoral en el Instituto Wistar de la Universidad de Pennsylvania, en Filadelfia. Más adelante, realizó una estancia posdoctoral en la Universidad de Oxford.

### Docencia
Es profesor en la Universidad de Oxford y hasta antes de su nombramiento como director general del IPN, se desempeñaba como investigador de tiempo completo en el Instituto Jenner. 
Como profesor ha dirigido proyectos de investigación y supervisado un total de 14 tesis, de las cuales 3 corresponden a nivel licenciatura, 4 a nivel maestría y 7 a nivel doctorado. Su labor docente se enfoca en áreas de inmunología y desarrollo de vacunas, especialmente aquellas relacionadas con enfermedades emergentes y patógenos transmitidos por mosquitos.

## Carrera profesional

### Innovación en Plataformas de Vacunación
Ha desarrollado gran parte de su carrera profesional en el Instituto Jenner de la Universidad de Oxford. En esta institución realizó investigaciones orientadas al desarrollo de vacunas, incluyendo la participación en el diseño y producción de la vacuna contra el COVID-19.
Su investigación se ha enfocado en la creación de plataformas de vacunación basadas en adenovirus, dirigidas a combatir enfermedades transmitidas por mosquitos, como el Zika, Chikungunya y el Dengue. 
Estos estudios han sido apoyados por instituciones internacionales como el Wellcome Trust, Newton Fund, el Consejo de Investigación Médica del Reino Unido y el Departamento de Salud del Reino Unido, que han facilitado el financiamiento de sus proyectos.

### Producción Científica y Patentes
A lo largo de su carrera, Reyes Sandoval ha publicado más de 95 artículos en revistas científicas internacionales y ha desarrollado innovaciones protegidas por ocho patentes, de las cuales siete lo incluyen como inventor. 

### Dirección General del Instituto Politécnico Nacional
Fue designado como director general del Instituto Politécnico Nacional (IPN) el 14 de diciembre de 2020, en un anuncio hecho durante una conferencia matutina por el presidente Andrés Manuel López Obrador y el entonces secretario de Educación Pública, Esteban Moctezuma.  
Posteriormente, el 22 de noviembre de 2023, Andrés Manuel López Obrador ratificó a Reyes Sandoval para un segundo y último periodo como director del IPN. 